# Quilp Rock
Der Quilp Rock ist ein kleiner und isolierter Klippenfelsen im Laubeuf-Fjord vor der Loubet-Küste des Grahamlands auf der Antarktischen Halbinsel. Er liegt 5,5 km südsüdöstlich der südlichen Spitze der Piñero-Insel und 2,5 km vor der nordwestlichen Küste der Pourquoi-Pas-Insel.
Wissenschaftler des Falkland Islands Dependencies Survey kartierten und benannten ihn 1948. Namensgeber ist Daniel Quilp, eine zwergenhafte Figur aus der Erzählung Der Raritätenladen (englisch The Old Curiosity Shop) nach Charles Dickens aus dem Jahr 1841.